# Figure 8 (singolo)
Figure 8 è un brano musicale della cantante britannica Ellie Goulding estratto come secondo singolo dal suo secondo album, Halcyon. Il brano è stato scritto dalla stessa Ellie Goulding insieme a Jonny Lattimer, e prodotto da MONSTA. Il video del brano è stato presentato il 19 novembre 2012.

## Video musicale
Il video prodotto per il brano, diretto da W.I.Z., è arrivato il 9 gennaio 2013 sul canale VEVO della cantante britannica. Ellie vive un'atmosfera da incubo dimenandosi tra le coperte.

## Classifiche
| Classifica (2013) | Posizione massima |
| ----------------- | ----------------- |
| Finlandia         | 8                 |
| Nuova Zelanda     | 7                 |
| Regno Unito       | 33                |
| Slovacchia        | 26                |